# يانيك فريس
يانيك فريس (بالألمانية: Jannik Freese)‏ مواليد 13 أغسطس 1986، هو لاعب كرة سلة ألماني بدأ مسيرته الاحترافية في سنة 2004 يلعب مع فريق ألبا برلين في الدوري الألماني لكرة السلة ويحمل الرقم 35. يبلغ طوله 6 قدم 11 بوصة (2.1 م).

## فرق لعب لها
- ألبا برلين

## روابط خارجية
- يانيك فريس على موقع الاتحاد الدولي لكرة السلة (الإنجليزية)
- يانيك فريس على موقع كرة السلة الأوروبية.كوم (الإنجليزية)
- يانيك فريس على موقع ريلجم (الإنجليزية)
- يانيك فريس على موقع بروبوليرز (الإنجليزية)
- يانيك فريس على موقع سبورتس رفرنس (الإنجليزية)